# بخش اشلند، منطقه داج، مینه سوتا
بخش اشلند (به انگلیسی: Ashland Township) یک منطقهٔ مسکونی در ایالات متحده آمریکا است که در شهرستان دوج، مینه‌سوتا واقع شده‌است.
 بخش اشلند ۹۶٫۸ کیلومتر مربع مساحت و ۳۶۷ نفر جمعیت دارد و ۳۹۸ متر بالاتر از سطح دریا واقع شده‌است.